# Богомолов, Сергей Иванович
Сергей Иванович Богомолов (26 сентября 1921, город Крюков, теперь Кременчуг Полтавской области — 2 ноября 1999, город Харьков) — украинский ученый, специалист в области динамики и прочности машин. Доктор технических наук (1969), профессор (1970), почетный доктор Харьковского политехнического университета (1993). Член Ревизионной Комиссии КПУ в 1976 — 1981 г.

## Биография
Родился в семье рабочего Крюковского вагоноремонтного завода. В 1939 году окончил Борисоглебскую среднюю школу № 2 Воронежской области РСФСР. Учился один месяц на бронетанковом факультете Сталинградского механического института.
В 1939 — 1946 г.  — в Красной армии. Служил командиром взвода противотанковых пушек, командиром противотанковой батареи в Забайкальском военном округе на территории Монгольской Народной Республики. Участник советско-японской войны 1945 года: командир батареи 328-го отдельного истребительного противотанкового дивизиона 275-й стрелковой дивизии 2-го отдельного стрелкового корпуса 36-й армии Забайкальского фронта. В 1945 — 1946 г.  — начальник штаба дивизиона минометного полка.
В 1946 — 1951 г.  — студент Харьковского механико-машиностроительного (политехнического) института. В 1951 году окончил институт по специальности динамика и прочность машин.
Член ВКП(б) с 1947 года.
С 1952 года работал ассистентом кафедры теоретической механики Харьковского политехнического института (ХПИ). В 1952 — 1955 г.  — аспирант Харьковского политехнического института. Успешно защитил кандидатскую диссертацию и работал старшим преподавателем, доцентом кафедры теоретической механики, динамики и прочности машин Харьковского политехнического института.
В 1960 — 1991 г.  — исполняющий обязанности заведующего, заведующий кафедрой динамики и прочности машин Харьковского политехнического института имени Ленина. Одновременно в 1970 — 1999 г.  — профессор кафедры динамики и прочности машин ХПИ.
В 70-х годах избирался секретарем партийного комитета Харьковского политехнического института имени Ленина.
Исследовал взаимосвязанные колебания в турбомашинах и сложные механические системы, их оптимизацию; разрабатывал теоретические основы автоматизированного оптимального проектирования машин, конструкций и приборов; проблемы гуманизации инженерного образования. Основал научную школу по проблеме колебаний сложных механических систем.

## Звание
- лейтенант

## Награды
- орден Октябрьской Революции (1976)
- орден Отечественной войны 2-й ст. (6.04.1985)
- орден Красной Звезды (.09.1945)
- медали
- дважды лауреат Государственной премии Украинской ССР (Украины) в области науки и техники (1984, 1997)
- заслуженный деятель науки Украинской ССР (1985)